# 할부거래에 관한 법률
할부거래에 관한 법률 (割賦去來－關－法律) 할부계약에 의한 거래를 공정하게 함으로써 소비자 등의 이익을 보호하고 국민경제의 건전한 발전에 이바지함을 목적으로 제정되었다. 이 법의 적용범위는 계약의 명칭·형식여하를 불문하고 동산 또는 일정한 시설을 이용하거나 용역의 제공을 받을 권리를 포함하는 용역에 관한 계약에 적용한다. 또한 할부계약은 첫째, 동산의 매수인 또는 용역을 제공받는 자, 즉 매수인이 동산의 매도인 또는 용역을 제공하는 자, 즉 매도인에게 동산의 대금 또는 용역의 대가인 목적물의 대금을 2개월 이상의 기간을 걸쳐 3회 이상 분할하여 지급하고, 목적물의 대금 완납 전에 동산의 인도 또는 용역의 제공을 받기로 하는 계약과 둘째, 매수인이 매도인·매수인과의 각 약정에 따라 목적물의 대금에 충당하기 위하여 신용을 제공하는 신용제공자에게 목적물의 대금을 2개월 이상의 기간에 걸쳐 3회 이상 분할하여 지급하고, 그 대금의 완납전에 매도인으로부터 목적물의 인도 등을 받기로 하는 계약의 경우 등에 적용된다. 이 할부거래에 관한 법률은 매수인이 상행위를 목적으로 할부계약을 체결하는 경우에는 적용하지 아니한다. 또한 할부거래의 표시에 의해 매도인은 할부계약을 체결하기 전에 매수인이 할부계약의 내용을 이해할 수 있도록 산업자원부령이 정하는 바에 따라 ( 목적물의 종류 및 내용, ( 현금가격 ( 할부가격 ( 각 할부금의 금액·지급회수 및 시기, ( 할부수수료의 실제연간요율, ( 계약금 등을 표시하고 이를 매수인에게 고지하여야 한다. 다만 여신전문금융법에 의한 신용카드가맹점과 신용카드회원간의 할부계약의 경우에는 할부가격 및 계약금의 사항을 표시하지 아니할 수 있다(할부거래에 관한 법률 제1∼3조).